# 東武鉄道夜行列車
東武鉄道夜行列車（とうぶてつどうやこうれっしゃ）では、東武鉄道が運行している夜行列車をまとめて解説する。なお、運行期間により以下の名称が与えられる。
- 夏季に運行される「尾瀬夜行（おぜやこう）」
- 秋季に運行される「日光紅葉夜行（にっこうこうようやこう）」[1]
- 冬季に運行される「スノーパル」

なお、列車名に浅草駅出発時刻を付して「尾瀬夜行23:45」（おぜやこうニーサン・ヨンゴー）・「スノーパル23:45」（ - ニーサン・ヨンゴー）と名乗る場合があり、東武鉄道及び東武トップツアーズでもそのように案内される。但し、運行時間はダイヤ改正により変更される場合がある。

## 概要
いずれも下りのみの運転で、浅草駅を金曜日、土曜日、休前日の23時45分に出発（2021年までは23時55分発）。「尾瀬夜行」は翌3時18分、「スノーパル」は翌5時18分に会津高原尾瀬口駅（野岩鉄道）に、「日光紅葉夜行」は翌2時16分に東武日光駅にそれぞれ到着する。
販売方法は連絡バス乗車券やスキー場施設利用券等とセット販売が基本である。申し込みは当日の17時までで、あらかじめ東武トップツアーズ等への申し込みが必要である。列車種別は、以前は使用車両によって急行または快速急行であったが、2001年から2017年3月まで300型を、2017年5月から2018年3月までは350型を、2018年6月からは500系を使用しており、2005年度までは急行として、2006年度より特急と列車種別が固定されている。全車両座席指定である。
本線系統を走る特急列車の中で唯一新越谷駅に停車する一方、全列車停車駅となっているとうきょうスカイツリー駅は通過する。

### 尾瀬夜行

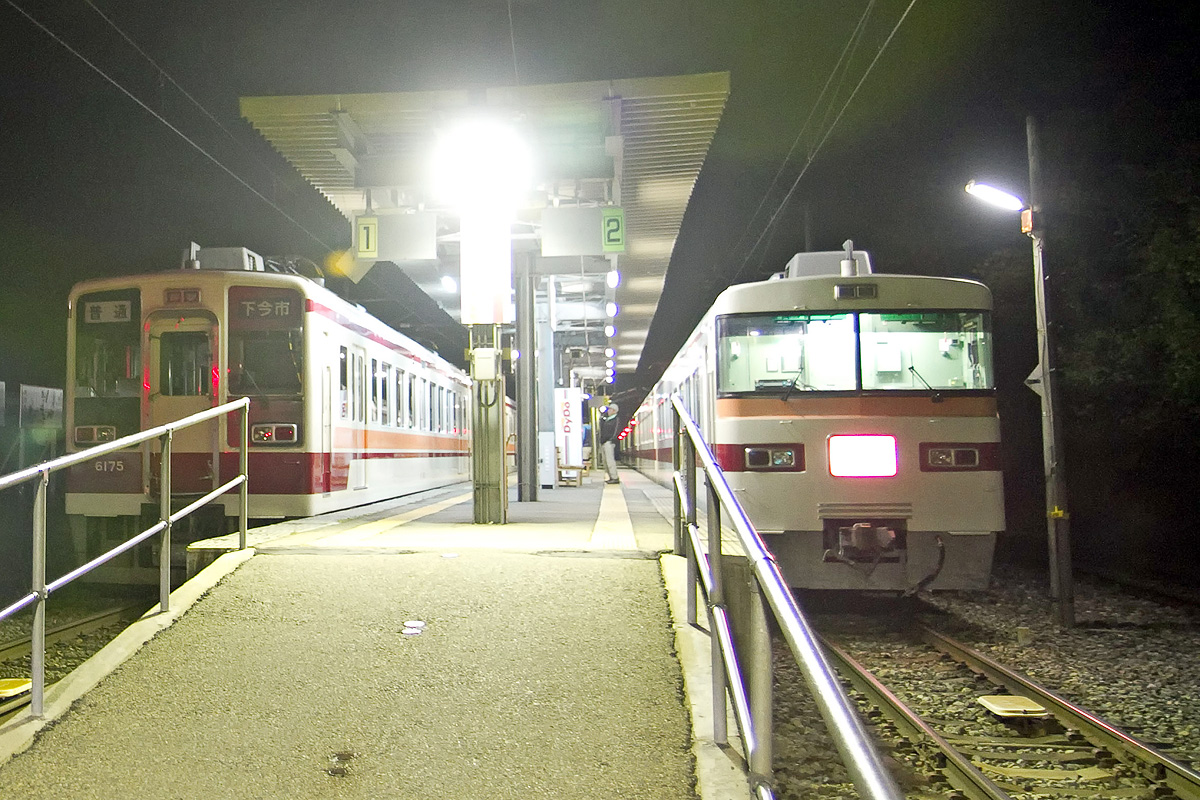
会津高原尾瀬口駅に到着した
「尾瀬夜行」

基本的に5月末から10月中旬の金・土曜日および休日前日に運行される。会津高原尾瀬口駅で4時20分発尾瀬（沼山峠）行きのバスに接続するが、その際バスが出発するまで列車内で過ごすことができる。
2010（平成22）年度は片道での利用ができなくなり、復路（東武鉄道経由または関越交通高速バス経由）とのセット販売のみとなったが、2011（平成23）年度から再び片道での利用が出来るようになった。
2020年（令和2年）には東武トップツアーズの旅行商品として、尾瀬からバス及び遊覧船で新潟県の浦佐駅に抜けるオプショナルツアーが設定された（東京に戻るには各自上越新幹線等を利用する）。具体的なルート、及び交通機関は以下の通り。
- 浅草駅 -（東武鉄道・野岩鉄道、「尾瀬夜行23:55」）→ 会津高原尾瀬口駅 -（会津乗合自動車、尾瀬夜行利用客専用バス・国道352号経由）→ 尾瀬御池または尾瀬沼山峠[9] -（会津バス、予約制臨時バス・国道352号経由）→ 尾瀬口船着場 -（奥只見観光、予約制観光船・奥只見湖上運航）→ 奥只見ダム ―（南越後観光バス・路線バス、新潟県道50号小出奥只見線（奥只見シルバーライン）経由）→ 浦佐駅東口

同ルート自体は2019年以前から存在し、尾瀬沼山峠 - 尾瀬口船着場間のバスと奥只見湖の観光船は魚沼市観光協会を通じて予約することで利用可能だったが、東武トップツアーズがこのオプショナルツアーを設定したことで、夜行列車を利用すると尾瀬を経由して翌日午後の早い時間には福島県から新潟県に抜けられるとしてメディアにも取り上げられた。2020年における沼山峠 - 尾瀬口船着き場間のバスと奥只見湖の観光船は6月1日から10月15日までの運行・運航予定だったが、「尾瀬夜行23:55」が後述する新型コロナウイルス感染症（COVID-19）の流行に伴い8月1日（浅草発日）からの運行に縮小されたため、このオプショナルツアーの利用可能期間も同様に縮小された。
2022年は浅草駅が23:45発になり、車両も500系の3両編成から6両編成に変更された。

### スノーパル
基本的に12月末から3月中旬の金・土曜日および休日前日に運行される。車内で仮眠を取った後、会津高原・たかつえスキーリゾート&ホテルズ、会津高原だいくらスキー場行きのバスに接続する。

### 日光夜行、日光紅葉夜行
紅葉狩りの需要に対応して、2016年10月15日に18年ぶりに運行再開された。車内で仮眠を取った後、東武日光駅で中禅寺温泉（日光自然博物館）・竜頭の滝・戦場ヶ原・日光湯元温泉行きの専用バスに接続する。2017年は100系（スペーシア）を使用して秋に運行され、2018年は栃木ディスティネーションキャンペーンの一環で夏にも運行された。2018年秋季には、従来の浅草駅発に加えて、初のJR新宿駅発の列車も運行される。
なお、2020年からは日光紅葉夜行という名称で運行しており、2021年からは500系を使用している。

## 停車駅
全ての列車とも、終点駅以外は乗車のみ可能である。
尾瀬夜行・スノーパルは途中運転停車する駅があり、特にスノーパルは新藤原駅で野岩鉄道線内除雪のため長時間停車を行う。
- 尾瀬夜行・スノーパル

| 種別       | 浅草  | とうきょう スカイツリー | 北千住 | 新越谷 | 春日部 | 板倉東洋大前 | 栃木 | 新栃木 | 新鹿沼 | 下今市 | 新藤原   | 会津高原尾瀬口 |
| ---------- | ----- | ----------------------- | ------ | ------ | ------ | ------------ | ---- | ------ | ------ | ------ | -------- | -------------- |
| スノーパル | 23:45 | →                       | 0:00   | 0:14   | 0:30   | →            | →    | →      | →      | →      | [ 注 2 ] | 5:23           |
| 尾瀬夜行   | 23:45 | →                       | 0:00   | 0:14   | 0:30   | →            | →    | →      | →      | →      | →        | 3:08           |

- 日光夜行

| 種別                 | 浅草  | とうきょう スカイツリー | 北千住 | 新越谷 | 春日部 | 新宿  | 池袋  | 浦和 | 大宮  | 栗橋 | 板倉東洋大前 | 栃木 | 新栃木 | 新鹿沼 | 下今市 | 東武日光 |
| -------------------- | ----- | ----------------------- | ------ | ------ | ------ | ----- | ----- | ---- | ----- | ---- | ------------ | ---- | ------ | ------ | ------ | -------- |
| 日光夜行（浅草始発） | 23:45 | →                       | 0:00   | →      | 0:30   | =     | =     | =    | =     | →    | →            | →    | →      | →      | →      | 2:16     |
| 日光夜行（新宿始発） |       |                         |        |        |        | 22:45 | 22:52 | →    | 23:25 | →    | →            | →    | →      | →      | →      | 2:26     |

## 沿革

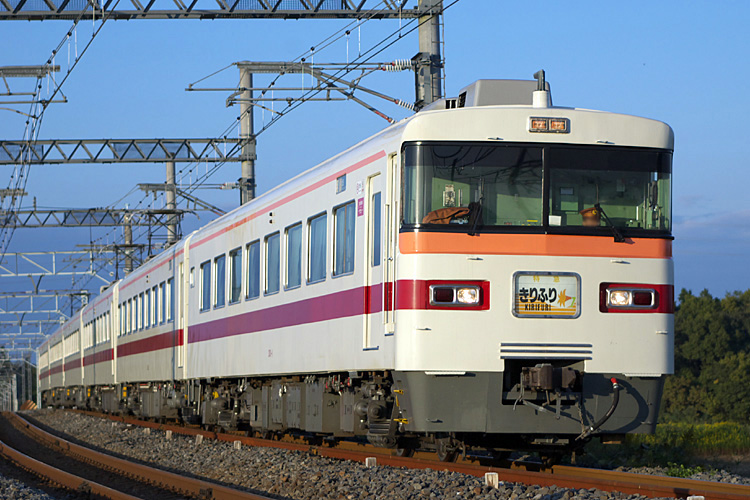
東武300型
（2007年10月29日）

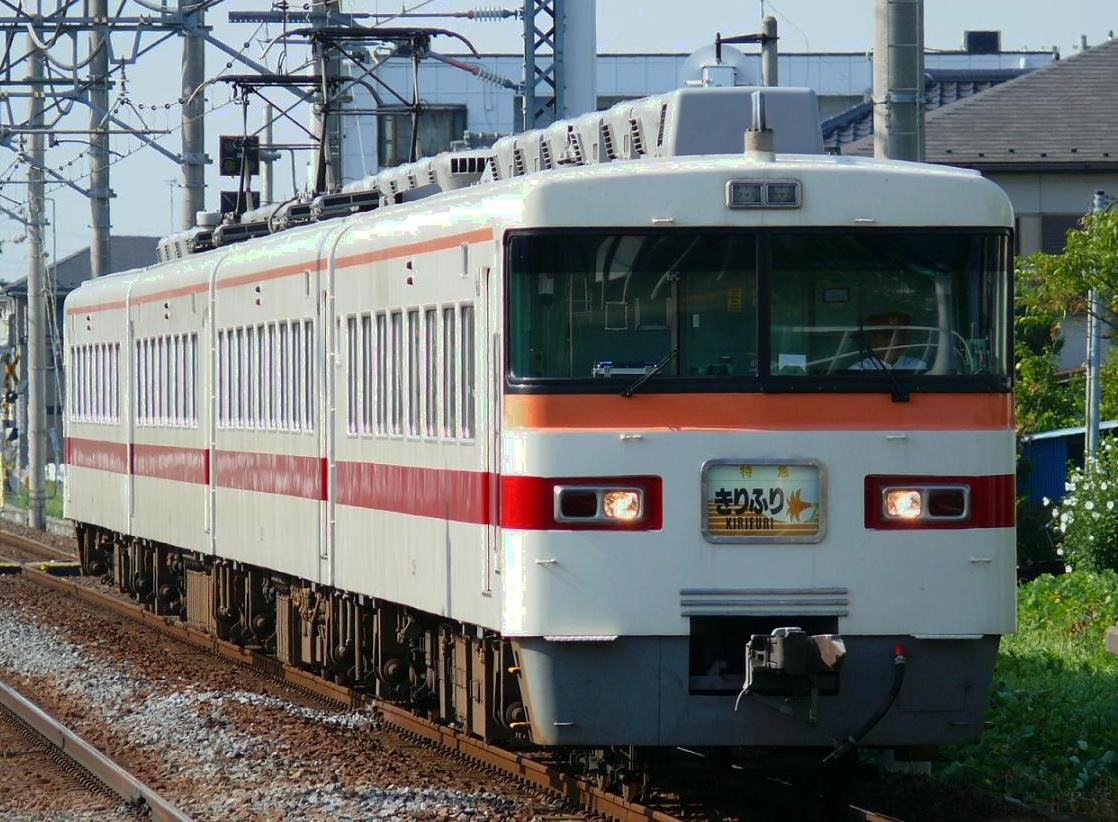
東武350型
（2007年8月19日 / 姫宮）

- 1955年（昭和30年）7月2日　浅草駅 - 東武日光駅間運行の「日光山岳夜行」の運行開始。
- 1956年（昭和31年）6月9日　浅草駅 - 上毛電気鉄道中央前橋駅間運行の「赤城夜行」運行開始。
当時、同区間を運行する「こうづけ」号があったことから、これとセットして運行された。
- 1967年（昭和42年）11月11日　「赤城夜行」運行終了。
- 1986年（昭和61年）12月27日　現行の「スノーパル」運行開始。運行当初は6050系により快速急行列車扱い。
- 1987年（昭和62年）5月　現行の「尾瀬夜行」運行開始。種別は快速急行列車扱い。
- 1996年（平成8年）　「日光山岳夜行」の使用車両を、6050系電車から300型・350型に変更し、急行列車扱いとする。
- 1997年（平成9年）　北千住駅停車開始。
- 1998年（平成10年）　「日光山岳夜行」運行終了。
- 2001年（平成13年）12月　「スノーパル」の使用車両を6050系から300型・350型に変更し、急行列車扱いとする。
- 2002年（平成14年）5月　「尾瀬夜行」の使用車両を6050系から300型・350型に変更し、急行列車扱いとする。
- 2002年（平成14年）12月　「スノーパル」新越谷駅停車開始。
- 2003年（平成15年）5月　「尾瀬夜行」新越谷駅停車開始。
- 2005年（平成17年）6月　「尾瀬夜行」に女性専用車両設定開始。同年12月より運行の「スノーパル」にも女性専用車両の設定を行う。また、毛布の全席貸与を行う。
- 2006年（平成18年）6月　同年3月のダイヤ改正に伴う種別の変更により、「尾瀬夜行」は特急列車へ扱いを変更する。同年12月より運行の「スノーパル」も特急列車へ扱いを変更。また、空気枕のプレゼントサービスを開始。
- 2015年（平成27年）
  - 9月10日　関東・東北豪雨による日光線・鬼怒川線の一部区間不通に伴い、尾瀬夜行も当面の間運行休止[17][18][19]。
  - 12月11日 夜行列車の運行を再開[20]。
- 2016年（平成28年）10月15日 18年ぶりに「日光夜行」が運行再開（10月21日・22日も運行）[11]。
- 2017年（平成29年）
  - 3月24日 300型による夜行列車の運用終了[3][4]。
  - 5月26日 300型の運用終了に伴い、使用車両が350系に変更される[5]。
  - 10月14日 100系による日光夜行が運行（10月20日・21日も運行）[12]
- 2018年（平成30年）
  - 6月1日 尾瀬夜行の使用車両が500系に変更される[6]
  - 6月22日 栃木デスティネーションキャンペーンの一環で100系による日光夜行が運行（7月7日も運行）[13]
  - 10月5日 100系によるJR新宿発の日光夜行が運行（10月12日も運行）[14]
  - 10月13日 100系による日光夜行が運行（10月19日・20日も運行）[14]
  - 12月28日 スノーパルの使用車両が500系に変更される[7]
- 2020年（令和2年） 新型コロナウイルス感染症（COVID-19）の流行に伴い、この年に限り「尾瀬夜行」の運転を8月1日 - 10月15日に縮小。
- 2021年（令和3年） 新型コロナウイルス感染症（COVID-19）の流行ならびにそれに伴う首都圏に対する緊急事態宣言の発令に伴い、この年に限り「スノーパル」の運転取りやめ。
  - 10月9日 日光紅葉夜行の使用車両が500系に変更される（10月16日・22日・23日・29日・30日も運行）[16]
- 2022年（令和4年） 
  - 6月10日 尾瀬夜行の浅草駅発が23:45発になり、車両が500系の3両編成から6両編成に変更。[2][注 4]
- 2023年(令和5年)
  - 尾瀬夜行が6両編成から3両編成になり、新越谷での客扱いを再開。